# Kostel svatého Petra a Pavla (Vilnius)
Kostel sv. Petra a Pavla (litevsky Šv. Apaštalų Petro ir Povilas bažnyčia; polsky kościół św. Piotra i Pawła na Antokolu w Wilnie) stojí na náměstí Jana Pavla II. ve Vilniusu (Vilně), hlavním městě Litvy. Zejména díky své interiérové výzdobě, provedené italskými mistry, patří k význačným příkladům barokní architektury na území někdejší Rzeczpospolité. Od zasvěcení až do roku 1939 v něm byla kázání vedena polsky a latinsky; teprve od začátku 50. let, kdy byl Vilnius během sovětské nadvlády postupně masivně lituanizován, se bohoslužby odbývají především v litevštině, v polštině se slouží menšinově.
V letech 1953–89 byl tento kostel v důsledku omezujících opatření sovětských úřadů hlavní katolickou svatyní Vilniusu (místo vilenské katedrály).

## Dějiny

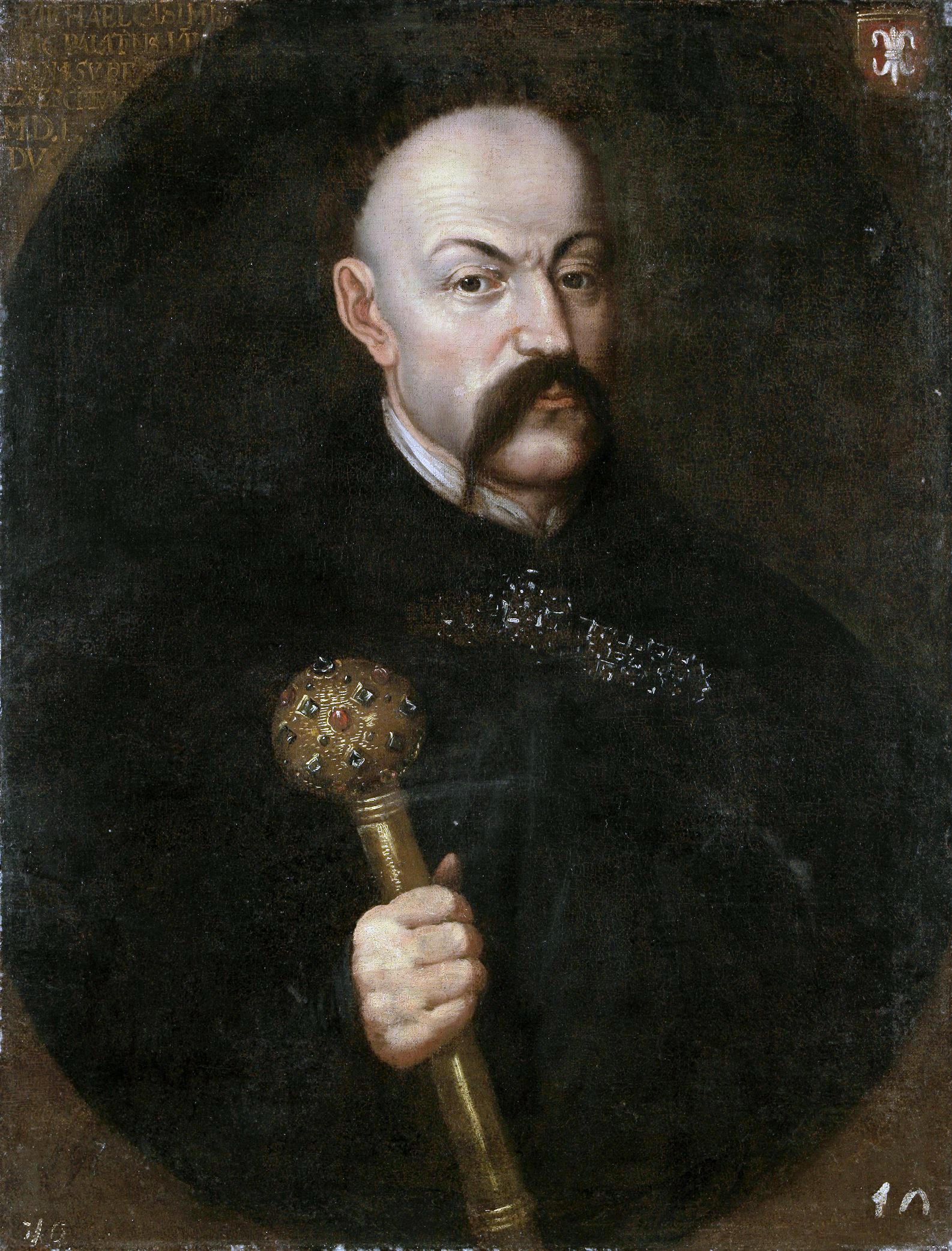
Veliký hejtman litevský Michal K. Pac († 1682), zakladatel kostela

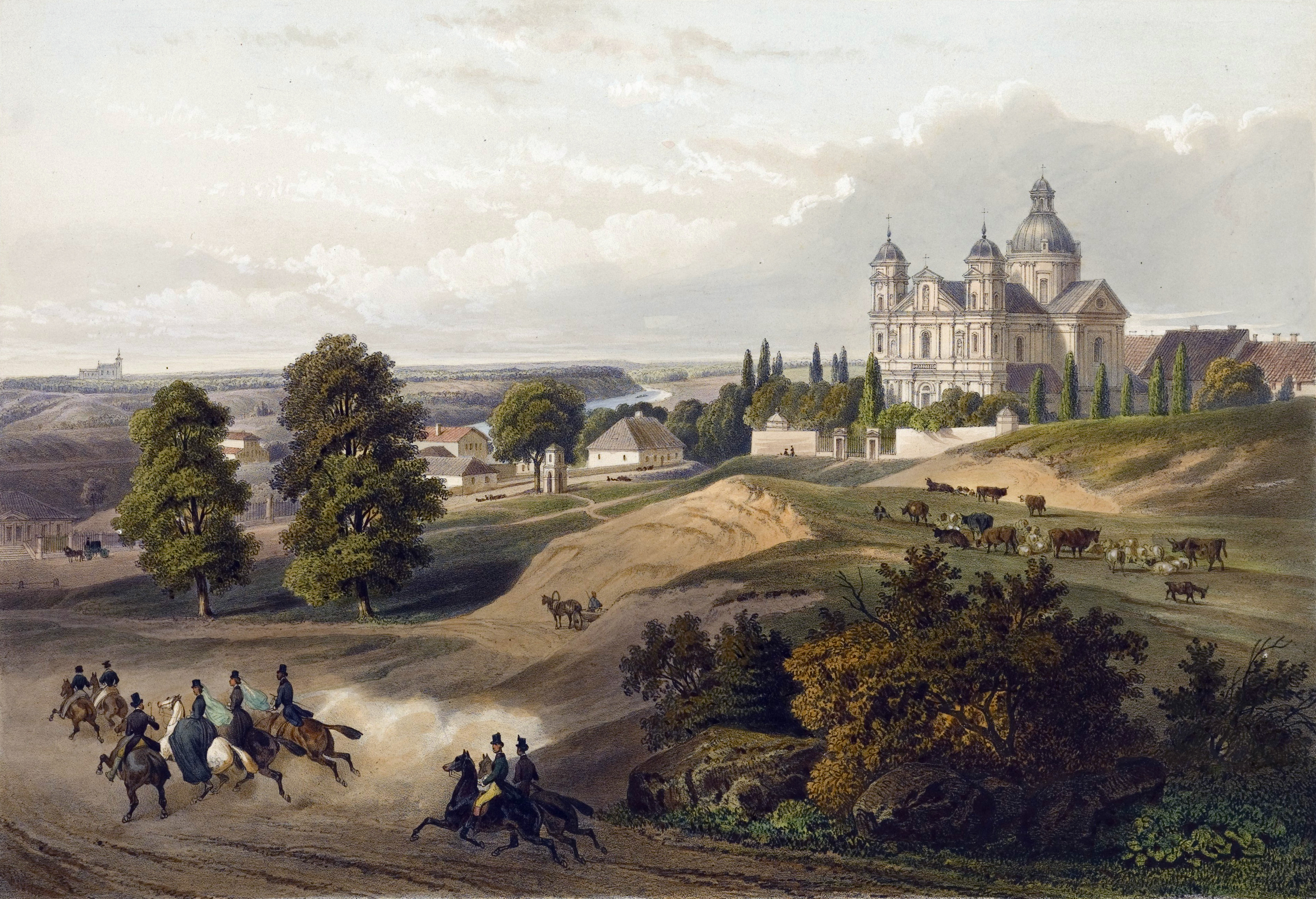
Vilno, Antokol. Kostel s okolím na obraze z roku 1848 od polsko-litevského malíře Kanutyho Rusieckého

Kdysi na tomto místě stál pohanský chrám bohyně lásky Mildy. Poté, když bylo na Litvě v roce 1387 oficiálně přijato křesťanství, byly pohanské svatyně zničeny a na jejich místech postupně stavěny chrámy nové víry. Tak i zde, na severovýchodním předměstí Antakalnis (polsky Antokol), roku 1594 vznikl dřevěný kostel. Ten však ve válce s Ruskem (1654–1667) podlehl zničení (1655).
V roce 1668 zde začal vznikat nový kostel, a to z vůle a za peníze velikého hejtmana litevského Michala Kazimíra Pace (1667–82). Uvádí se, že založení bylo na památku osvobození Vilna od ruské armády (1661) a uzavření andrušovského příměří, ale též existuje zdůvodnění osobní: údajně si hejtman Pac při vzpouře části litevských vojsk (sdružených do šlechtické konfederace „Bratrský svazek“) roku 1662 zachránil jen tak-tak život tím, že se v ruinách spáleného kláštera skryl – a tudíž stavbu nového kostela zadal jako výraz díků za svou „zázračnou“ záchranu.
Stavby se ujal nejprve polsko-německý architekt Jan Zaor (Sauer) z Krakova, později (1672?) nahrazený Italem Giovannim Battistou Fredianim. Hrubá stavba byla dokončena v roce 1675, výzdoba vnitřku však pokračovala až do roku 1684. V roce 1676 se kostel stal součástí kláštera augustiánů; ten byl však roku 1864 ruskými úřady z politických důvodů zrušen (jakožto akt msty za polské protiruské listopadové povstání) a ruská armáda si v jeho budovách zřídila kasárny; kostel samotný však zůstal podobně drastického zásahu ušetřen a nebyl nakonec ani změněn na pravoslavný, jak Rusové plánovali. Po válce byl klášter přeměněn na vyšší elektrotechnickou vojenskou školu. Od druhé poloviny 19. století až do roku 1974 v kostele probíhaly drobné rekonstrukční práce, kupole kostela dostaly novou podobu a zřízeno bylo i ústřední topení.
Fundátor kostela v něm byl dle své poslední vůle i pochován. Jeho hrob je symbolicky umístěn pod prahem kostelního portálu, takže po něm návštěvníci kostela šlapou. Původně jej kryla kamenná deska s latinským nápisem Hanc ecclesiam fund[ator] hic iacet pec[c]ator Pac („Zde leží hříšník Pac, zakladatel tohoto kostela“), ale když do desky koncem 17. století udeřil blesk a rozpůlil ji, byla osazena na stěnu po pravé straně portálu.
Roku 1953 sem z katedrálního chrámu sv. Stanislava byly přeneseny ostatky sv. Kazimíra, patrona Litvy, protože katedrální chrám byl sovětskými úřady změněn na muzeum; sarkofág byl uložen na místě hlavního oltáře. (V březnu 1989 byly Kazimírovy ostatky do znovu vysvěcené svatostanislavské katedrály vráceny.)

## Popis

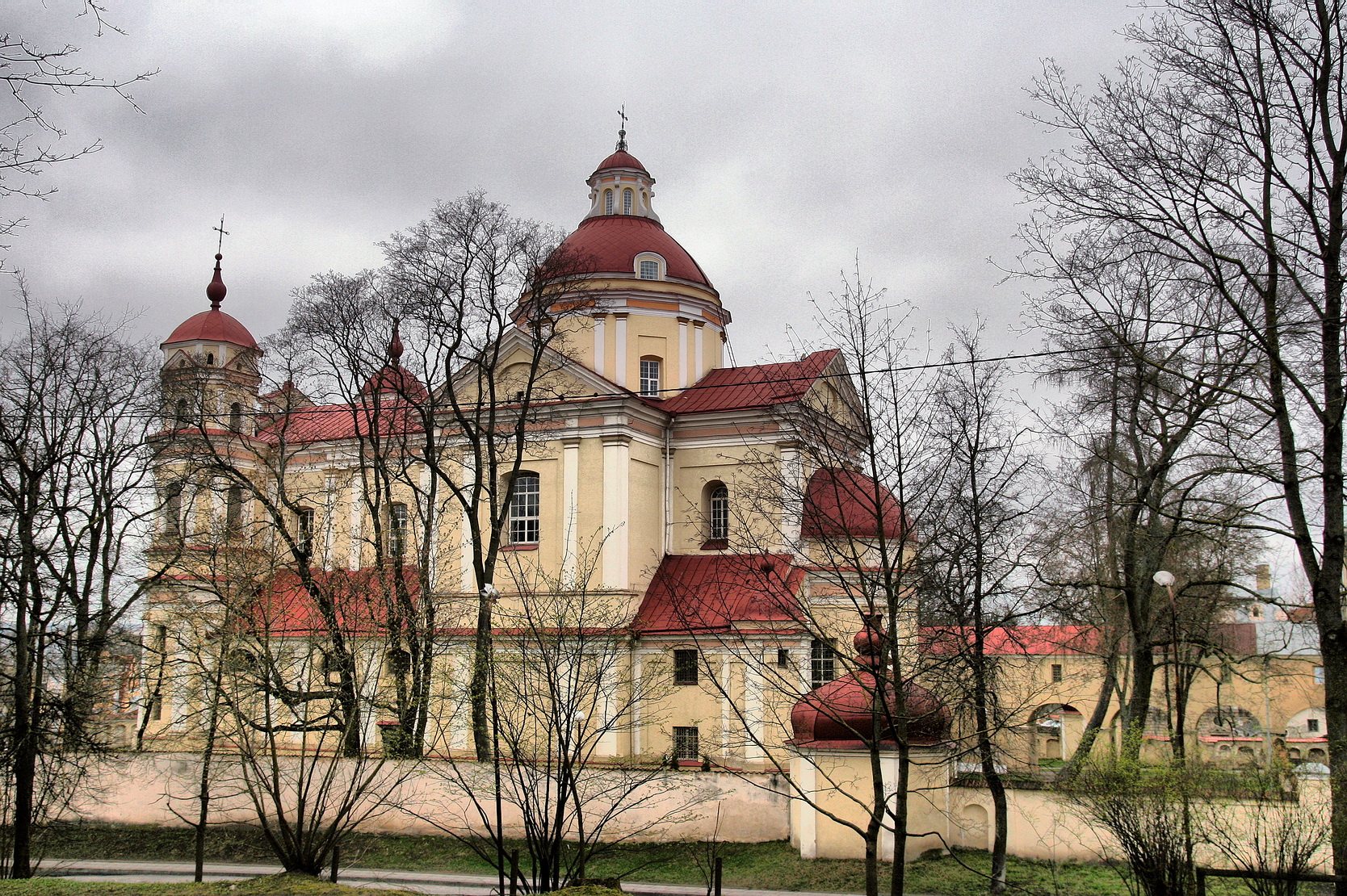
Chrámová loď s transeptem a chórem při pohledu z JV

Kostel je trojlodní bazilikou na půdorysu latinského kříže, s kupolí nad křížením hlavní lodi a transeptu. Transept je velmi krátký, z bočních stěn v půdorysu vystupuje jen jako rizalit, ovšem pohledově se v horní části stěny uplatňuje mnohem výrazněji díky nízkému pultovému zastřešení bočních lodí. Stavba je sice orientována, ale nikoliv úplně přesně: podélná osa je o 27° vychýlena k severovýchodu.
V průčelí je kostel zdoben pouze římsami, sloupy a pilastry ve dvou patrech (spodní patro má hlavice sloupů/pilastrů v jónském řádu, horní v korintském) a dvěma sochami světců – vlevo stojí sv. Augustin – v nikách, umístěných po stranách malého centrálního balkonu nad vchodem. Pod štítovou římsou je na stěně nad hlavním oknem do chrámové lodi umístěn latinský nápis Regina pacis funda nos in pace („Královno míru, upevni nás v pokoji“, vzato z hymnu Zdrávas, hvězdo mořská). V obou rozích průčelí stojí 24 m vysoké věže-zvonice; ve spodním patře o kruhovém půdorysu, ve vyšších dvou patrech osmiboké a zakončené zvonovými báněmi. Exteriér je oproti vnitřku poměrně strohý.

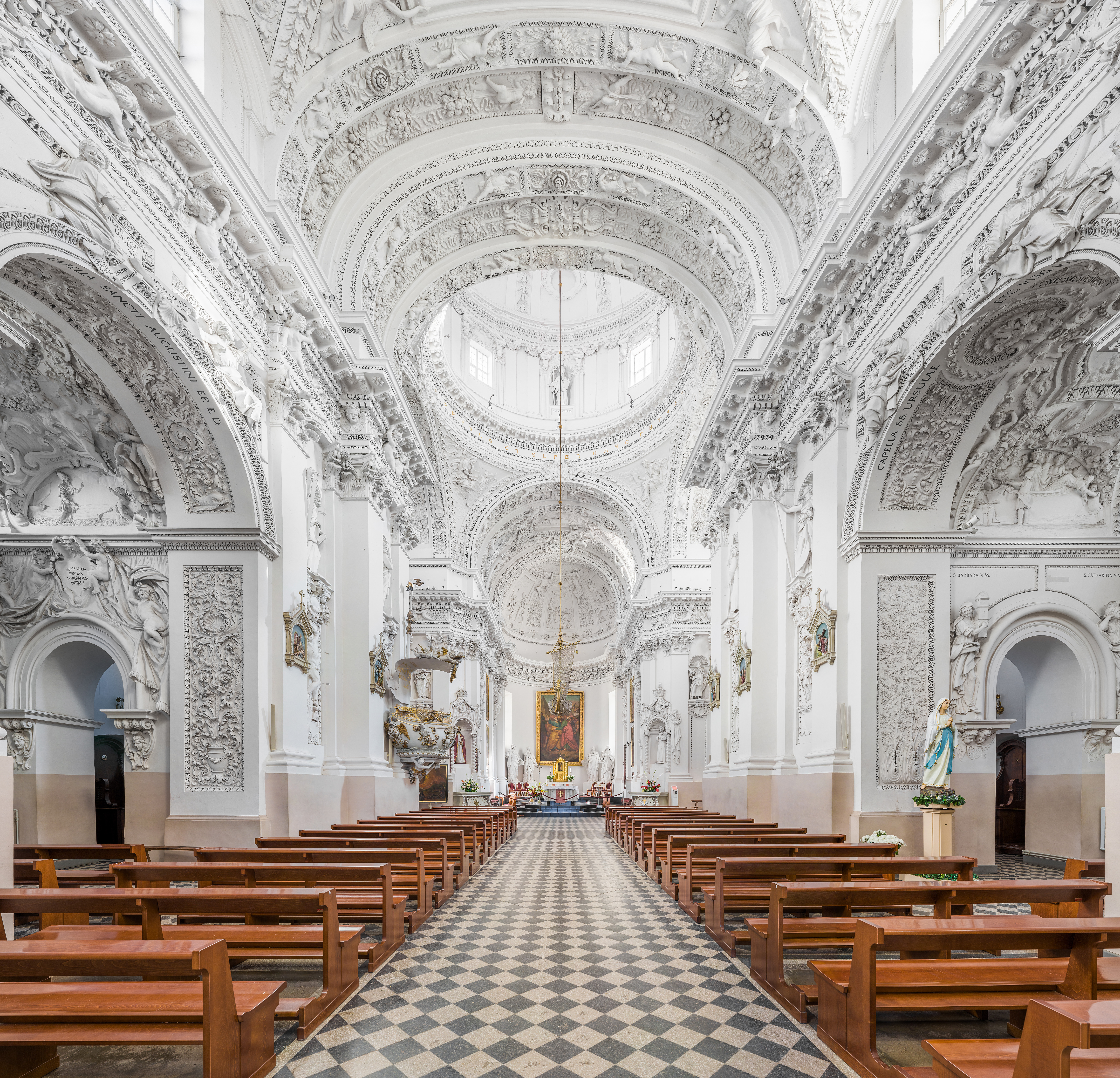
Interiér (pohled do hlavní lodi směrem k oltáři)

Vnitřní stěny kostela jsou zato okrášleny velmi bohatě, zdobí je přes 2000 biblických, historických, mytologických a alegorických postav, démonických bytostí, rostlin a živočichů, provedených plasticky v bílém štuku. Zobrazeny jsou scény z Nového zákona, dále z životopisů svatých a též se objevují důležité události z litevské historie. Shora, s klenby lucerny nad kupolí, na vše shlíží veraikon, provedený taktéž ve štuku. Autorství fresek v kostele je nejisté (připisováno buď rakouskému malíři Martino Altomontemu nebo italskému malíři Michelangelovi Pallonimu); unikátní interiér navrhli italští mistři-stavitelé Giovanni Pietro Perti a Giovanni Maria Galli.
Interiér kostela osvěcuje neobyčejná lampa ve tvaru mořského korábu v neorokokovém stylu, která je dílem vilenských mistrů z roku 1905. Původní oltář kostela z 18. století byl evakuován před postupujícími sovětskými vojsky a dnes je v Polsku, místo něj je v dnešním kostele moderní oltář ze století dvacátého. Jeho součástí je expresivní dřevěná socha Ježíše Krista ze 17. století od neznámého autora, která sem byla přivezena roku 1700 z Říma jako dar od papeže. Traduje se, že tato socha má zázračnou moc.

### Galerie

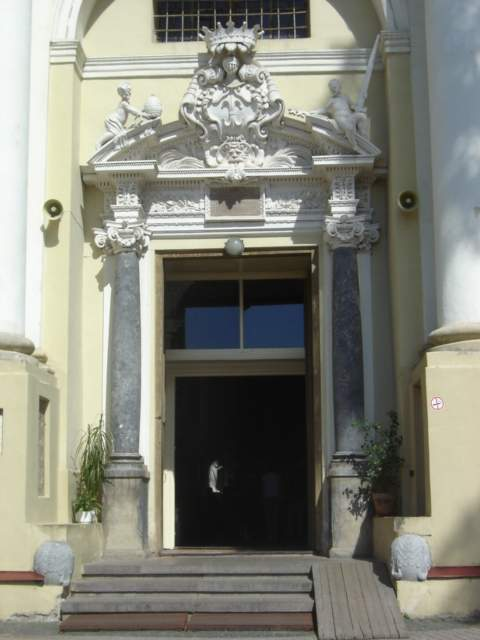
Hlavní portál – na vrcholu supraporty je v kartuši umístěn erb rodu Paců (přepásaná lilie)
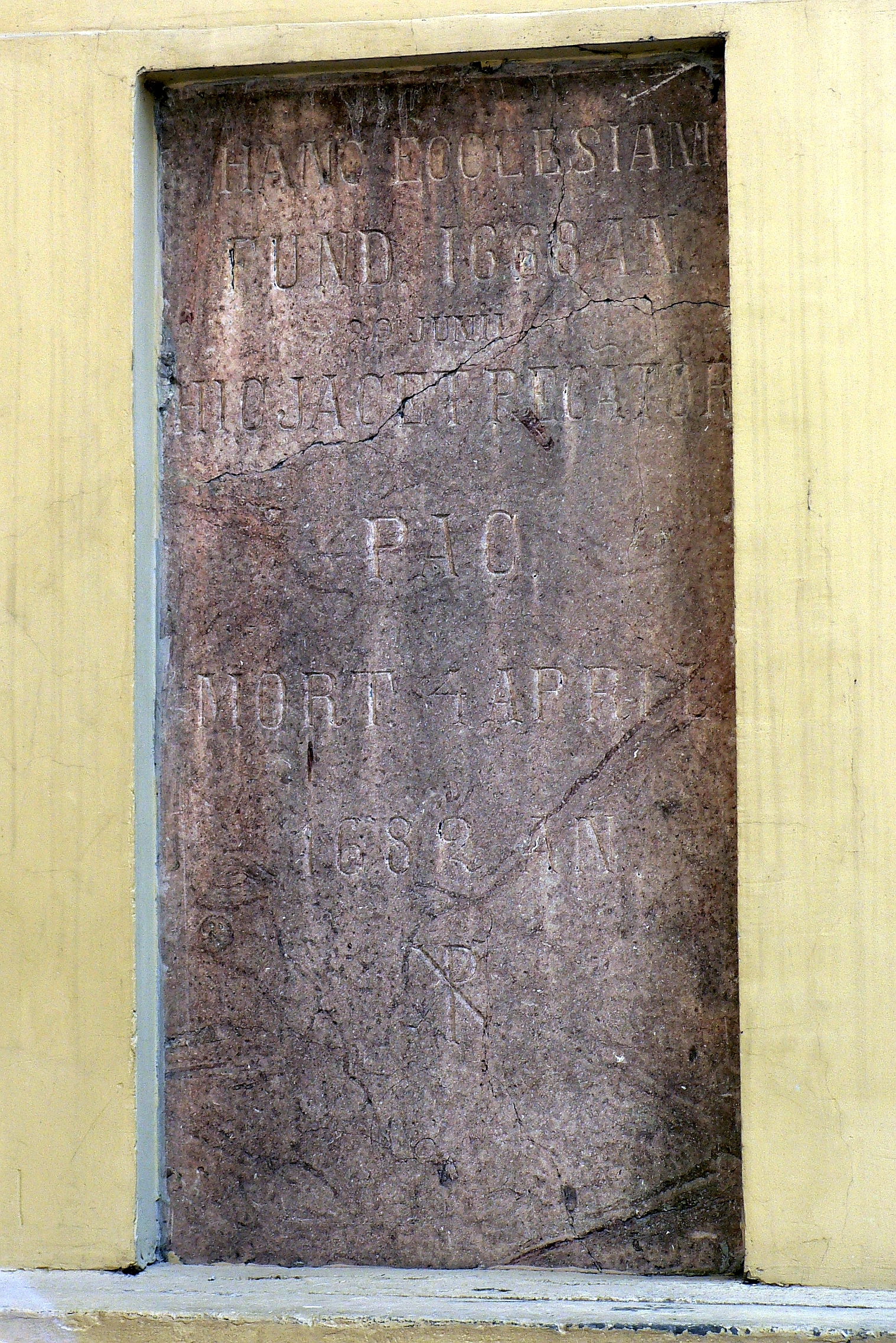
Náhrobní kámen hejtmana Pace
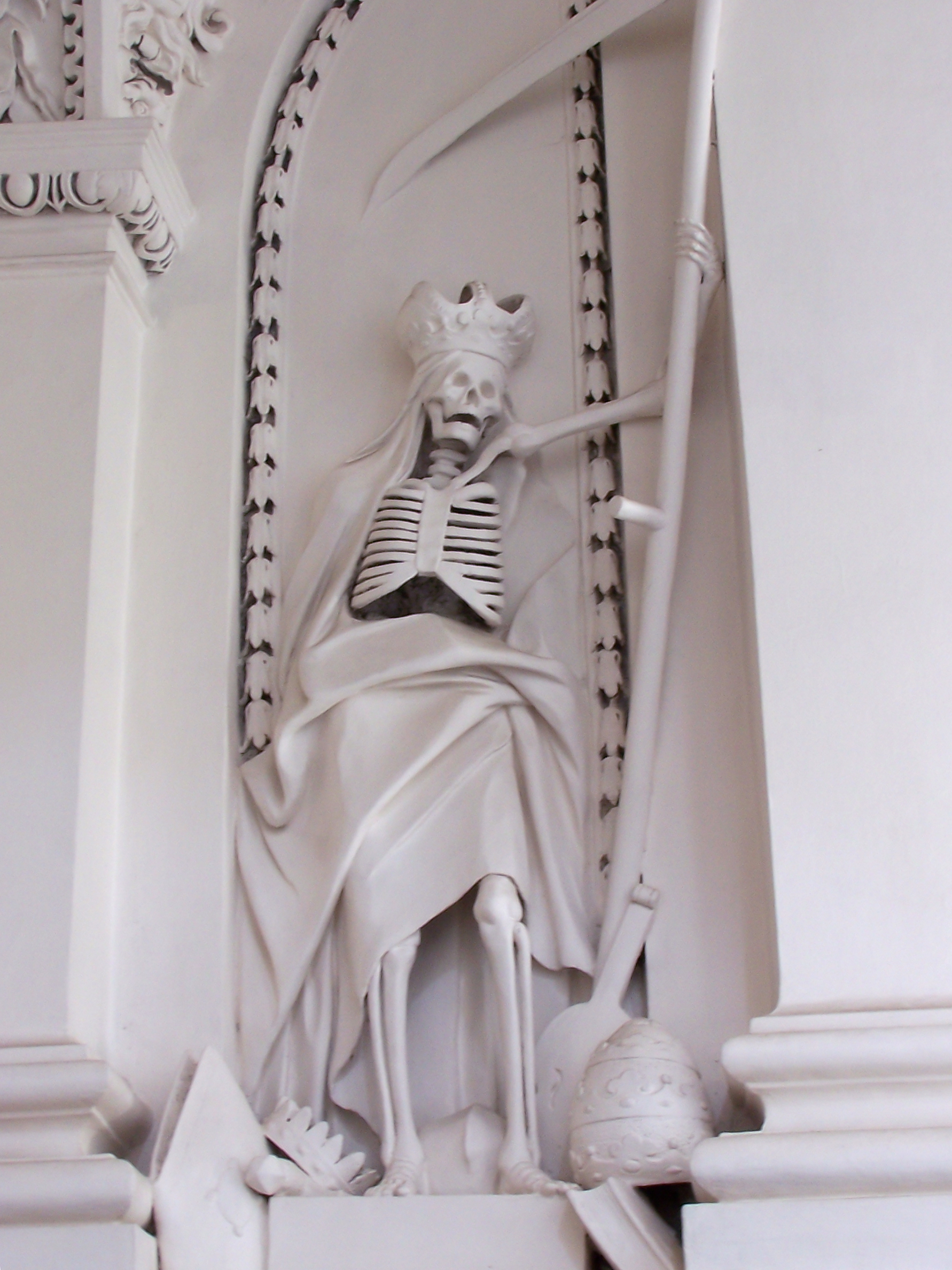
Detail sochařské výzdoby (motiv tance smrti)
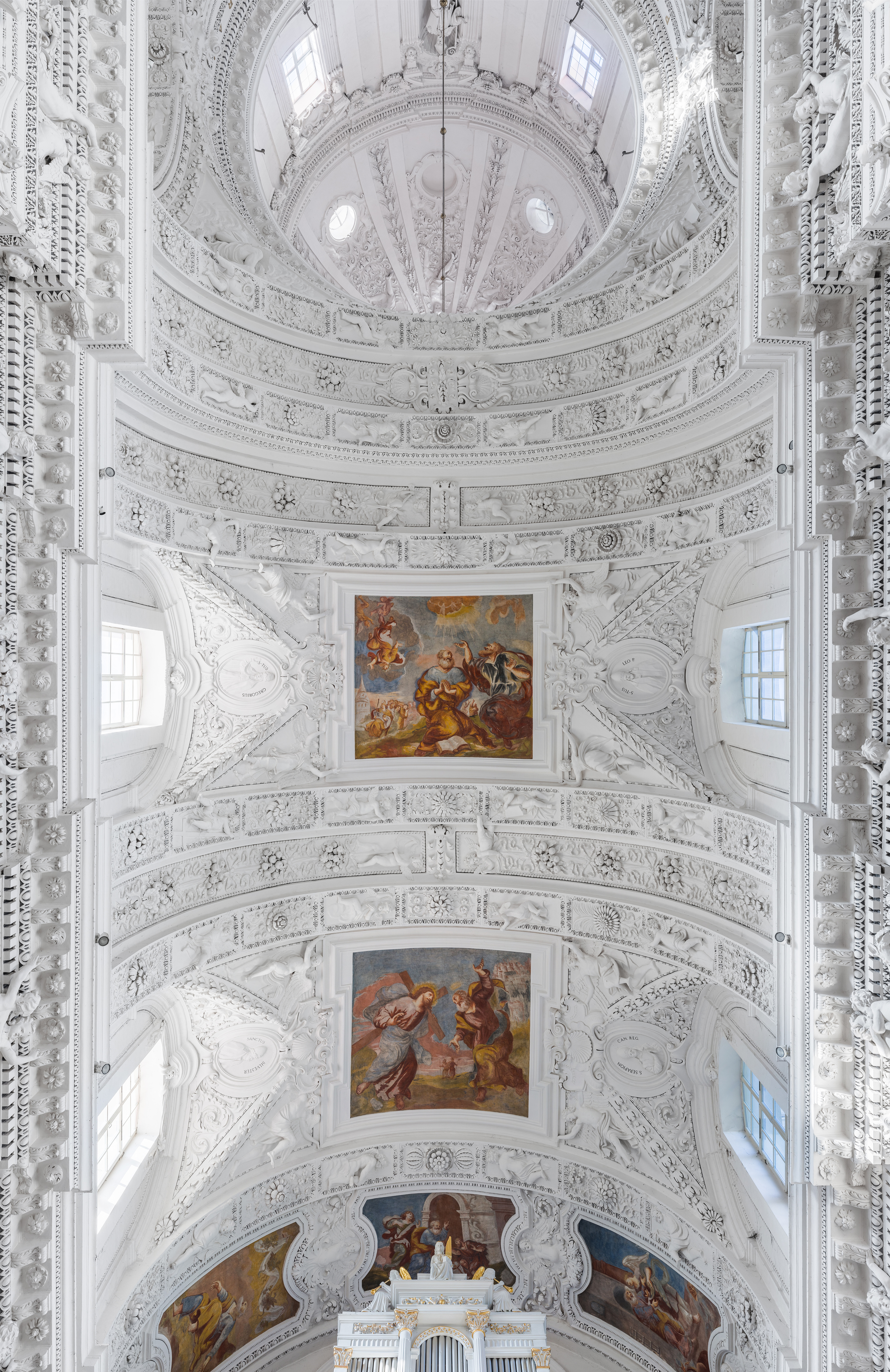
Fresky na valené klenbě hlavní lodi
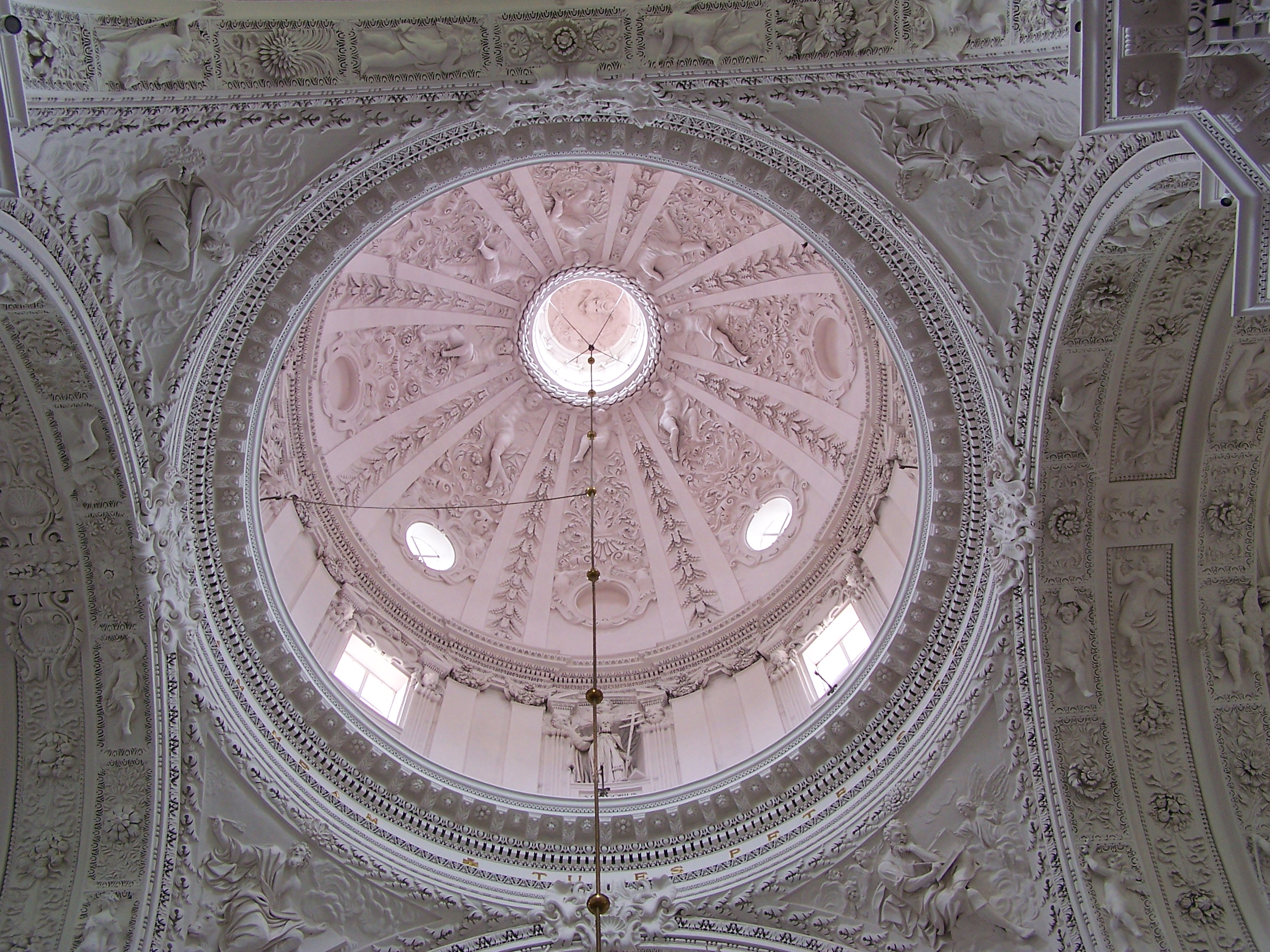
Pohled do kupole kostela
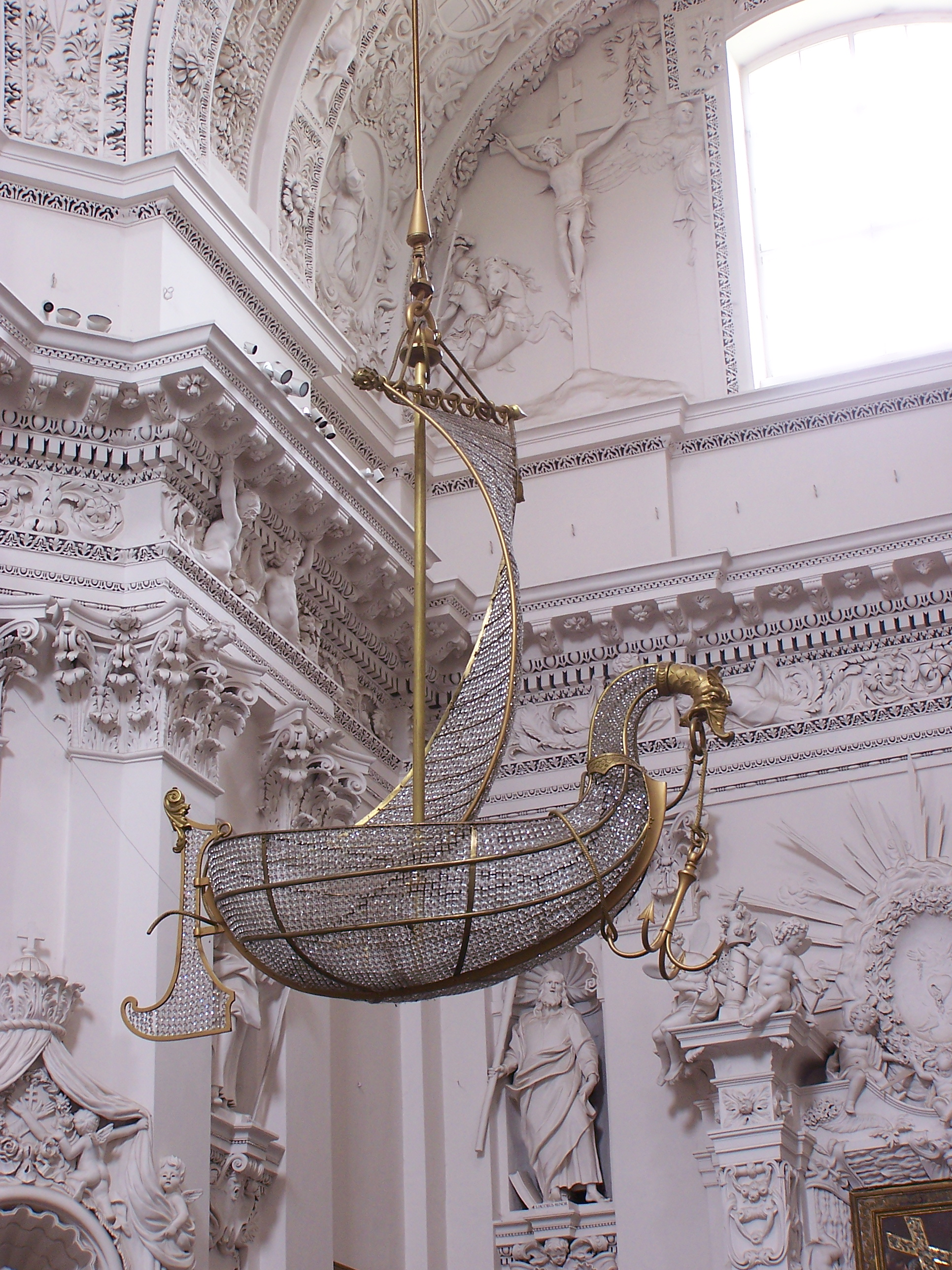
Detail lustru-korábu